# 2024年紐約影評人協會獎
第90屆紐約影評人協會獎（英語：The 90th New York Film Critics Circle Awards）旨在表揚2024年優秀的電影作品，於2024年12月3日宣布得獎名單，於2024年1月8日在Tao Downtown舉行頒獎典禮。
布拉迪·科貝特執導的《粗獷派建築師》獲得最佳影片、最佳男主角（阿德里安·布罗迪），拉梅爾·羅斯執導的《五分钱男孩》則獲得最佳導演、最佳攝影（喬莫·弗雷），兩部片皆獲得2項獎座。

## 得獎名單
- 最佳影片

《粗獷派建築師》
- 最佳導演

《五分钱男孩》拉梅爾·羅斯
- 最佳男主角

《粗獷派建築師》阿德里安·布罗迪
- 最佳女主角

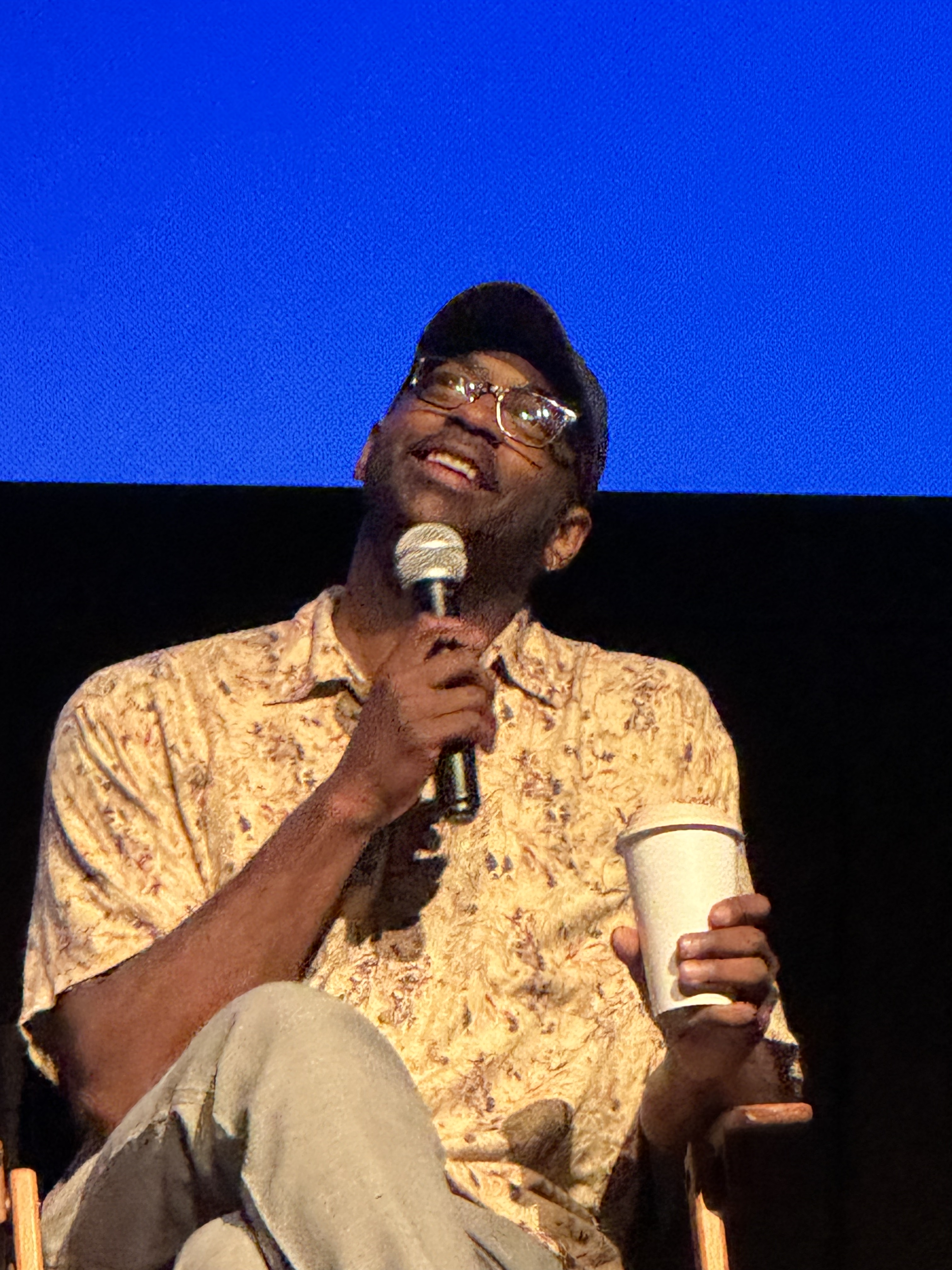
最佳導演：拉梅爾·羅斯

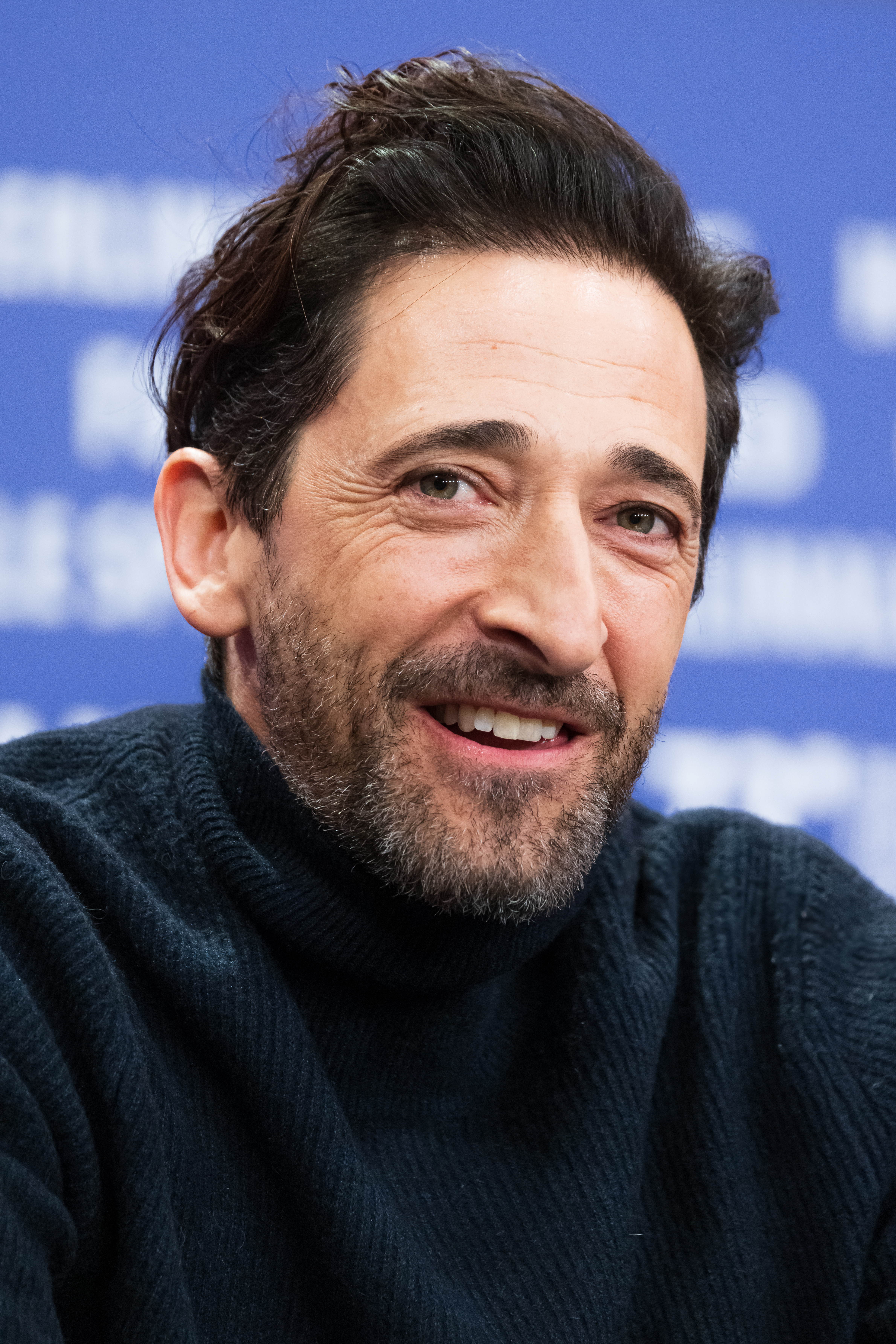
最佳男主角：阿德里安·布罗迪

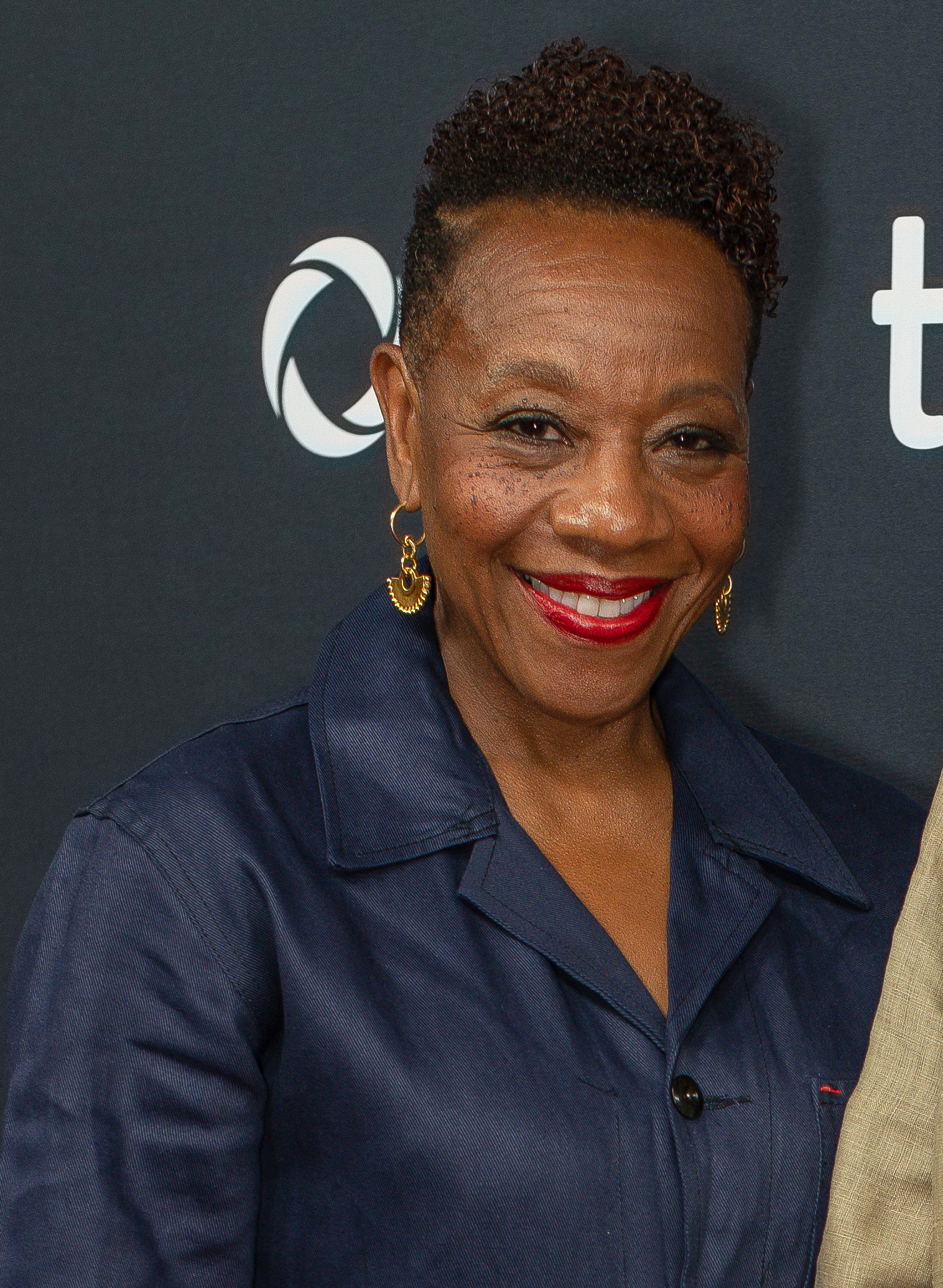
最佳女主角：瑪麗安·吉恩-巴普迪斯特

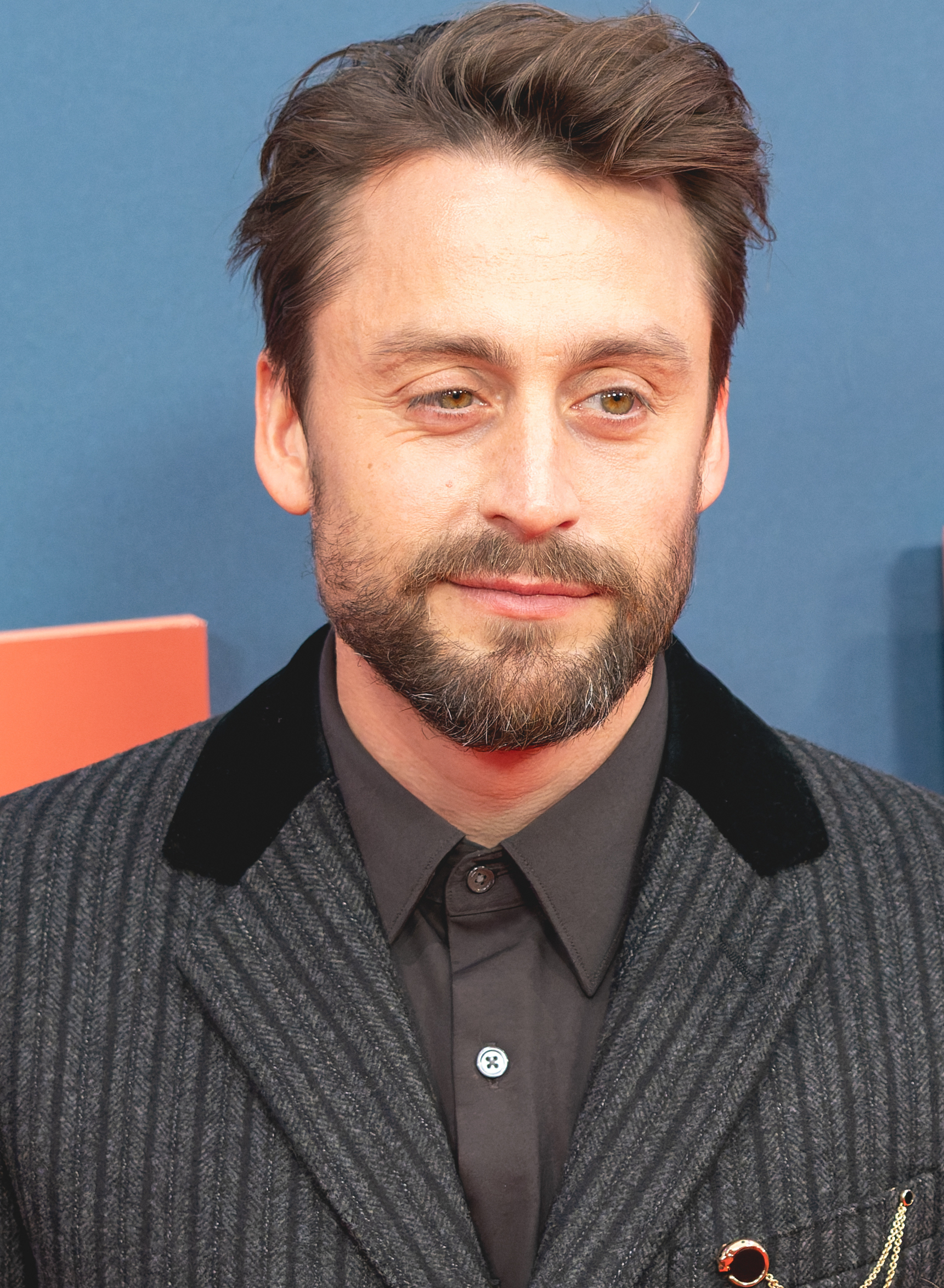
最佳男配角：基倫·克金

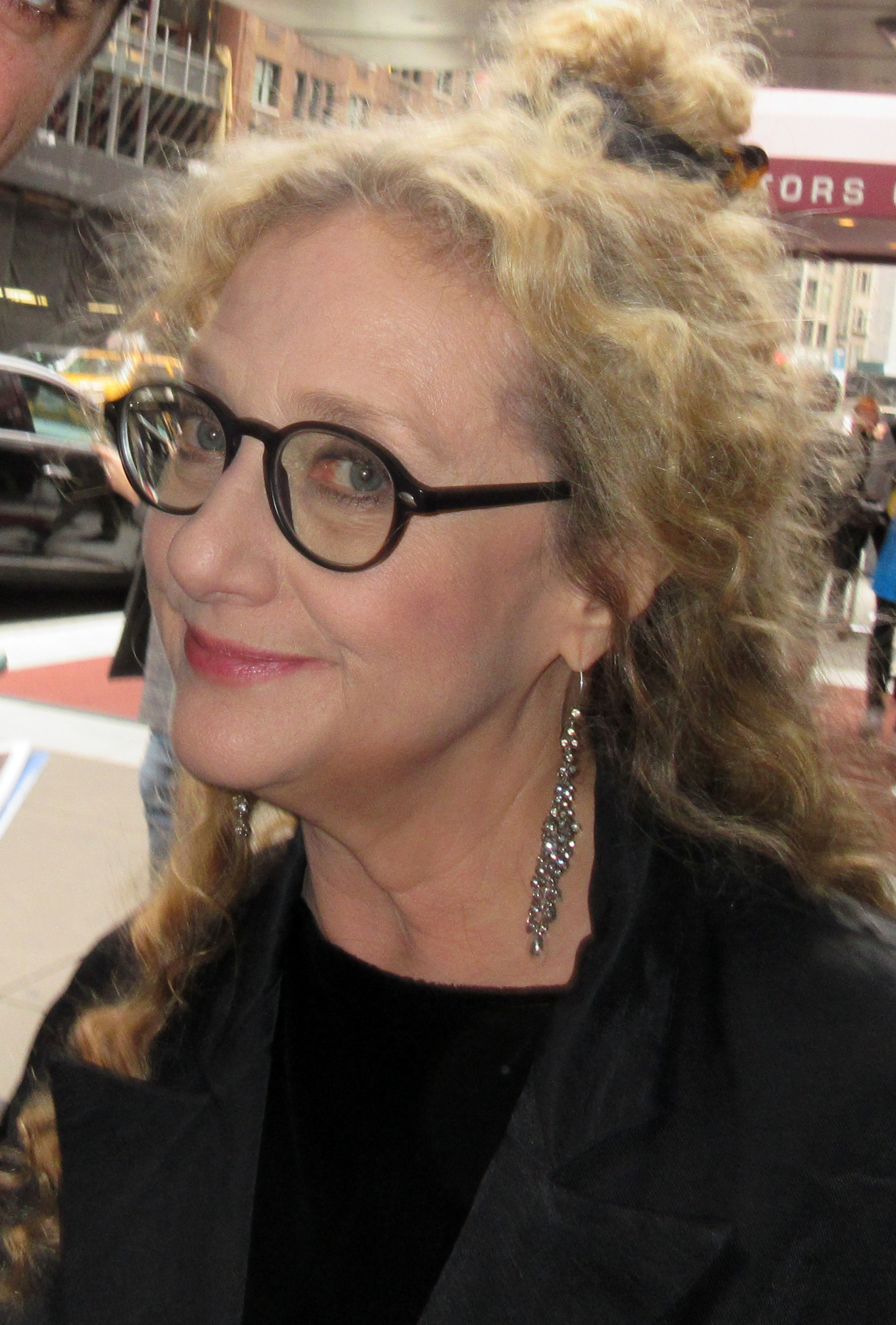
最佳女配角：卡萝尔·凯恩

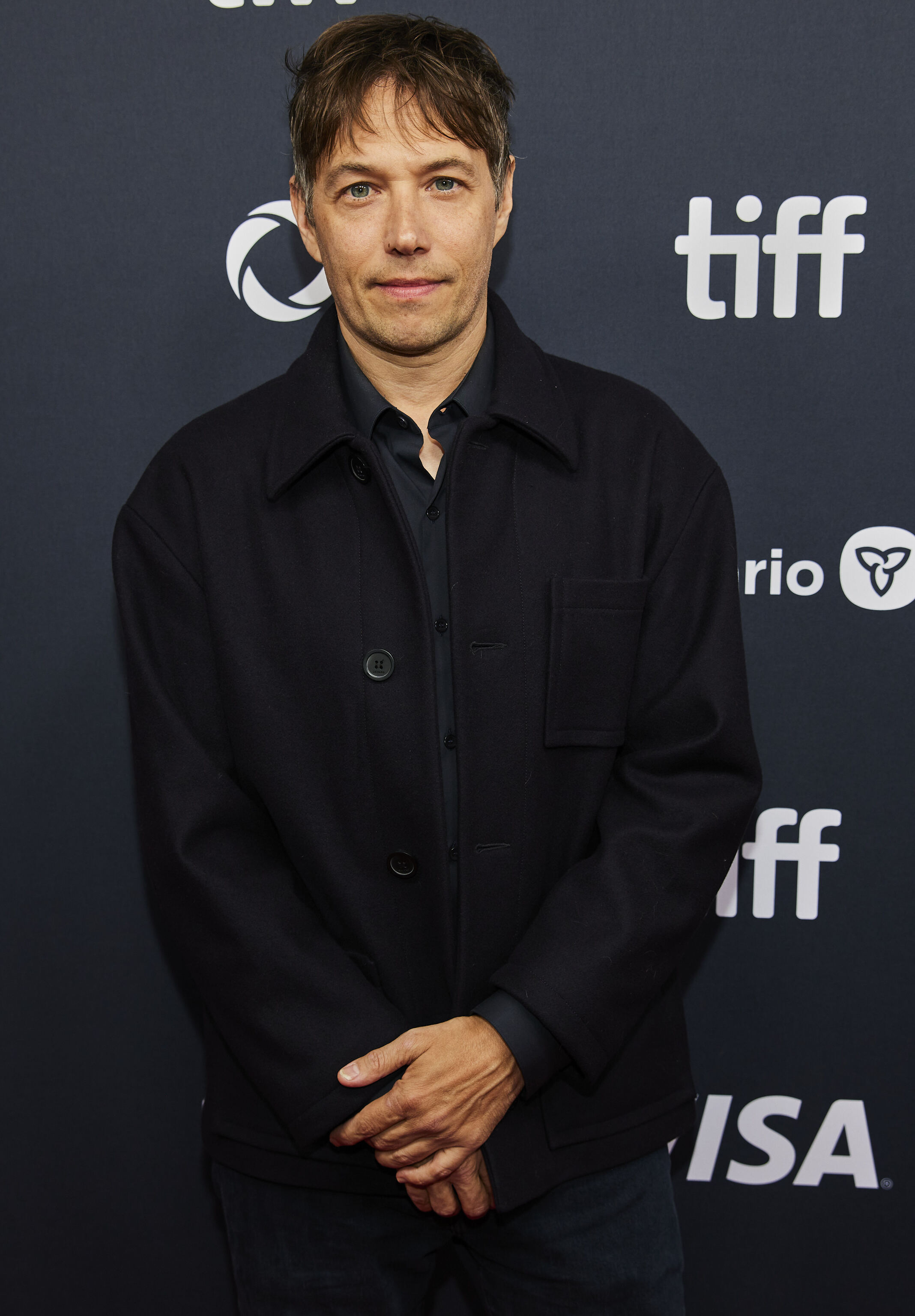
最佳劇本：西恩·貝克

《残酷真相》瑪麗安·吉恩-巴普迪斯特
- 最佳男配角

《跳痛之旅》基倫·克金
- 最佳女配角

《聖殿領唱的幸福指南》卡萝尔·凯恩
- 最佳劇本

《阿诺拉》西恩·貝克
- 最佳國際電影

《你是我眼中的那道光》
- 最佳動畫片

《貓貓的奇幻漂流》
- 最佳攝影

《五分钱男孩》喬莫·弗雷
- 最佳非虛構電影

《你的國，我的家》
- 最佳首部電影（英语：New York Film Critics Circle Award for Best First Film）

《夏日小行星》
- 特別獎

The MoMA International Festival of Film Preservation

## 外部連結
- 官方网站（英文）